# Medizinische Universität Lublin

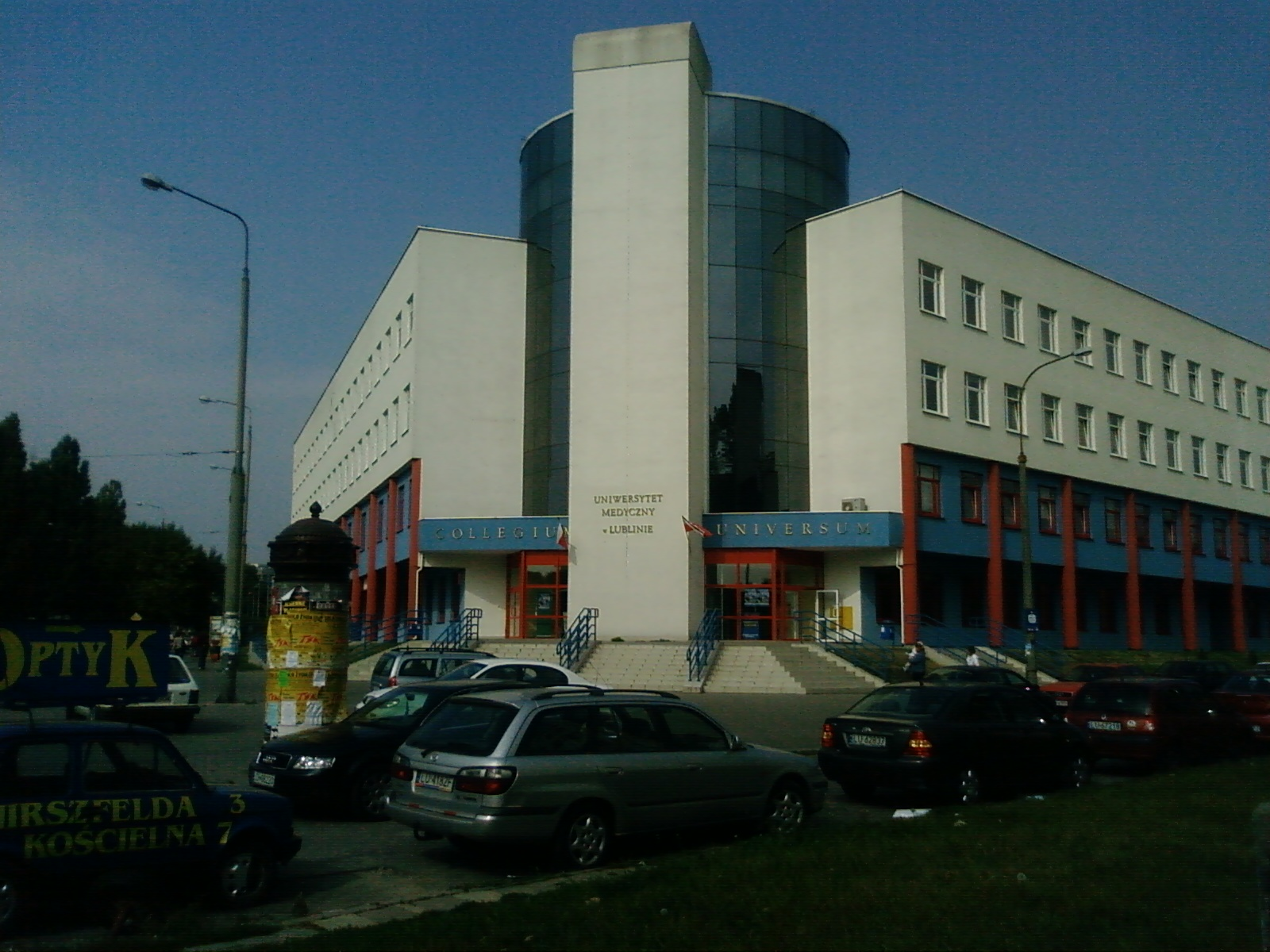
Medizinische Universität Lublin

Die Medizinische Universität Lublin (poln. Uniwersytet Medyczny w Lublinie, früher Akademia Medyczna im. Feliksa Skubiszewskiego w Lublinie) ist eine 1950 gegründete Medizinische Universität in der polnischen Stadt Lublin mit vier Fakultäten und rund 6500 Studenten.

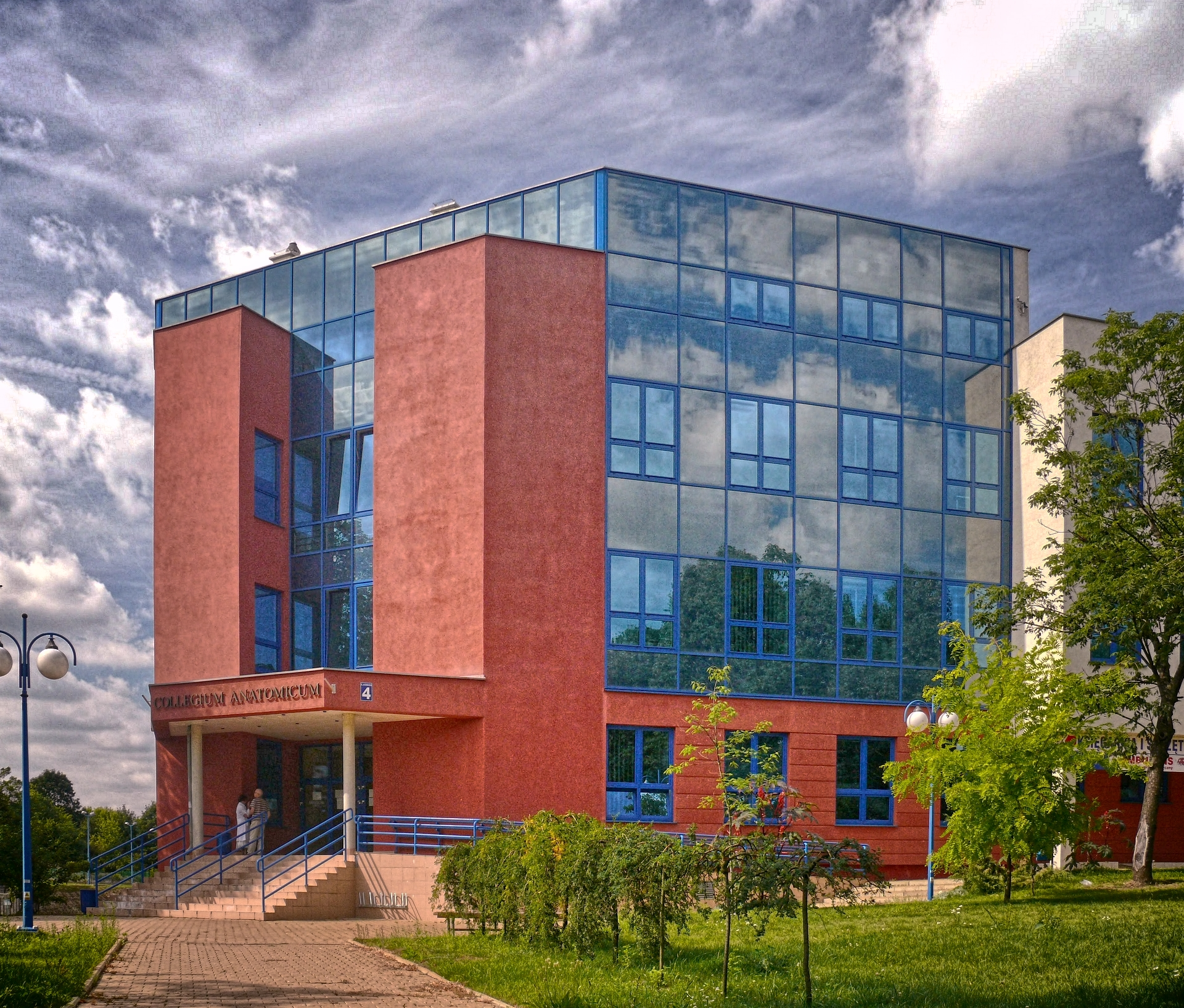
Collegium Anatomicum